# Literatura podmiotu
Literatura podmiotu – wykaz bibliograficzny dzieł podmiotu, o którego twórczości pisze się w pracy, umieszczany zazwyczaj na końcu pracy wraz z literaturą przedmiotu. Stosowany tylko w nielicznych pracach umożliwia wyodrębnienie z zestawienia bibliograficznego grupy dzieł autora opisywanego w pracy.
Przykładowo: literaturą przedmiotu w pracy poświęconej motywowi śmierci w twórczości Adama Mickiewicza byłby opis bibliograficzny wszystkich pozycji wykorzystanych w pracy, a opisujących ten motyw w dziełach Mickiewicza, zaś literaturą podmiotu byłaby lista dzieł Adama Mickiewicza, w których ten motyw występuje i które zostały wykorzystane w pracy.
Literatura podmiotu odpowiada w pewnym zakresie pojęciu źródła pierwotne, a niekiedy jest określana w pracy jako spis dokumentów źródłowych.